# Jacques Keyser
Jacques Keyser (Parijs, 12 oktober 1885 – aldaar, 21 maart 1954) was een Nederlandse atleet, die woonachtig was in Frankrijk.

## Biografie
Keyser, die eigenaar was van een sportzaak in Parijs en geen woord Nederlands sprak, vertegenwoordigde Nederland op de Olympische Spelen van Londen in 1908. Hij nam deel aan de 1500 m, waarin hij in de eerste serie werd uitgeschakeld. Op de 5 mijl, waaraan hij eveneens deelnam, werd hij in de vierde serie uitgeschakeld, omdat hij de race voortijdig beëindigde.
Keyser had een Nederlandse vader en een Belgische moeder en woonde in Parijs. Hij was een internationaal erkende atleet. In Frankrijk had hij vele veldlopen en wedstrijden over 5000 en 10.000 m gewonnen. Nadat hij lid was gemaakt van de Rotterdamse atletiekvereniging Pro Patria, kwam hij ook naar Nederland. Daar kon hij steevast op veel publiek rekenen. Jacques Keyser was een sierlijke loper. Zijn lopen op de voorvoet en de laag gehouden armen waren in die tijd uitzonderlijk. Na afloop van de wedstrijden droeg het publiek hem naar de kleedkamer. Velen wilden hem de hand schudden.
In 1911 verbeterde Keyser het Nederlandse record op de 1500 m tot 4.11,8. Dit record hield elf jaar stand. Een jaar eerder had hij op de mijl 4.31,4 laten noteren, eveneens een nationaal record. Deze tijd zou pas in 1929 worden verbeterd. En in 1912 liep hij op de 5000 m zijn derde nationale record, dat tot 1927 op de recordlijst bleef staan.
Jacques Keyser was van 1910 tot 1914 veldloopkampioen van Frankrijk. Daarnaast was hij in 1914 Nederlands kampioen op de 1500 m. De Eerste Wereldoorlog maakte een einde aan zijn sportloopbaan. Nadien was zijn winkel in sportartikelen in de Faubourg Montmartre nog gedurende vele jaren trefpunt van oudgedienden uit de sport.
Hij overleed op 68-jarige leeftijd in Parijs na een langdurig ziekbed.

## Kampioenschappen

### Franse kampioenschappen
| Onderdeel | Jaar                         |
| --------- | ---------------------------- |
| veldlopen | 1910, 1911, 1912, 1913, 1914 |

### Nederlandse kampioenschappen
| Onderdeel | Jaar |
| --------- | ---- |
| 1500 m    | 1914 |

## Persoonlijk record
| Onderdeel | Prestatie | Jaar |
| --------- | --------- | ---- |
| 1500 m    | 4.04,8    | 1913 |

- Bibliothèque nationale de France: cb14975846f (data)
- Gemeinsame Normdatei: 1031265929
- International Standard Name Identifier: 0000 0003 5642 135X
- Virtual International Authority File: 186957402
- WorldCat: E39PBJxmFdbGmm9CcJPqDCgYfq